# Mistrzostwa Polski w Biathlonie 1970
4. Mistrzostwa Polski w biathlonie odbyły się w 1970 w Zakopanem. Rozegrano dwie konkurencje, bieg indywidualny mężczyzn na dystansie 20 kilometrów i sztafetę 4 x 7,5 km.

## Terminarz i medaliści
| Data | Konkurencja                | Złoto                                                                     | Srebro                                                                    | Brąz                                                                                     |
| 1970 | Bieg indywidualny mężczyzn | Andrzej Rapacz WKS Zakopane                                               | Andrzej Fiedor WKS Zakopane                                               | Józef Różak WKS Zakopane                                                                 |
| 1970 | Bieg sztafetowy mężczyzn   | WKS Zakopane Aleksander Klima Andrzej Rapacz Józef Różak Wojciech Truchan | WKS Zakopane Jan Murdzek Andrzej Fiedor Stanisław Łukaszczyk Józef Stopka | WKS Szklarska Poręba Jan Kawulok Zbigniew Głębowicz Marek Czernicki Franciszek Szczyrbak |